# بير حكيم (مترو باريس)
بير حكيم (بالفرنسية: Bir-Hakeim)‏ هي محطة مترو تابعة لمترو باريس تقع في فرنسا في الدائرة الخامسة عشرة في باريس.[بحاجة لمصدر]